# Romeinse villa Borg
De Romeinse villa Borg (Duits: Römische Villa Borg) is een herbouwde Romeinse villa rustica bij het dorp Borg, in de gemeente Perl (Saarland) in het Duitse district Merzig-Wardern. Deze villa ligt in de nabijheid van het drielandenpunt aan de Moezel tussen Duitsland, het Groothertogdom Luxemburg en Frankrijk. In de gemeente bevindt zich nog een tweede Romeinse opgravingsplek: de Romeinse villa Nennig.
De Villa Borg is een archeologisch park als openluchtmuseum en bevindt zich op de opgravingssite van een Romeinse villa rustica. De villa rustica is volledig herbouwd om educatieve redenen. De villa werd ontdekt in de jaren 1980 en gereconstrueerd in het midden van de jaren 1990. In 2008 was de villa met haar tuinen en bijgebouwen, zoals de schuren en het poortgebouw, volledig voltooid. Echter vinden er nog steeds rondom de villa opgravingen plaats. De reconstructie is deels gebaseerd op een Villa Rustica die eerder aangetroffen en opgraven is, in het in haar  omgeving gelegen Luxemburgse Echternach en op de boeken van Vitruvius. Rondom de villa rustica zijn ook de tuinen zo realistisch en historisch mogelijk heringericht, naar aanleiding van pollenanalyse uit de tijd van het Romeinse Keizerrijk.

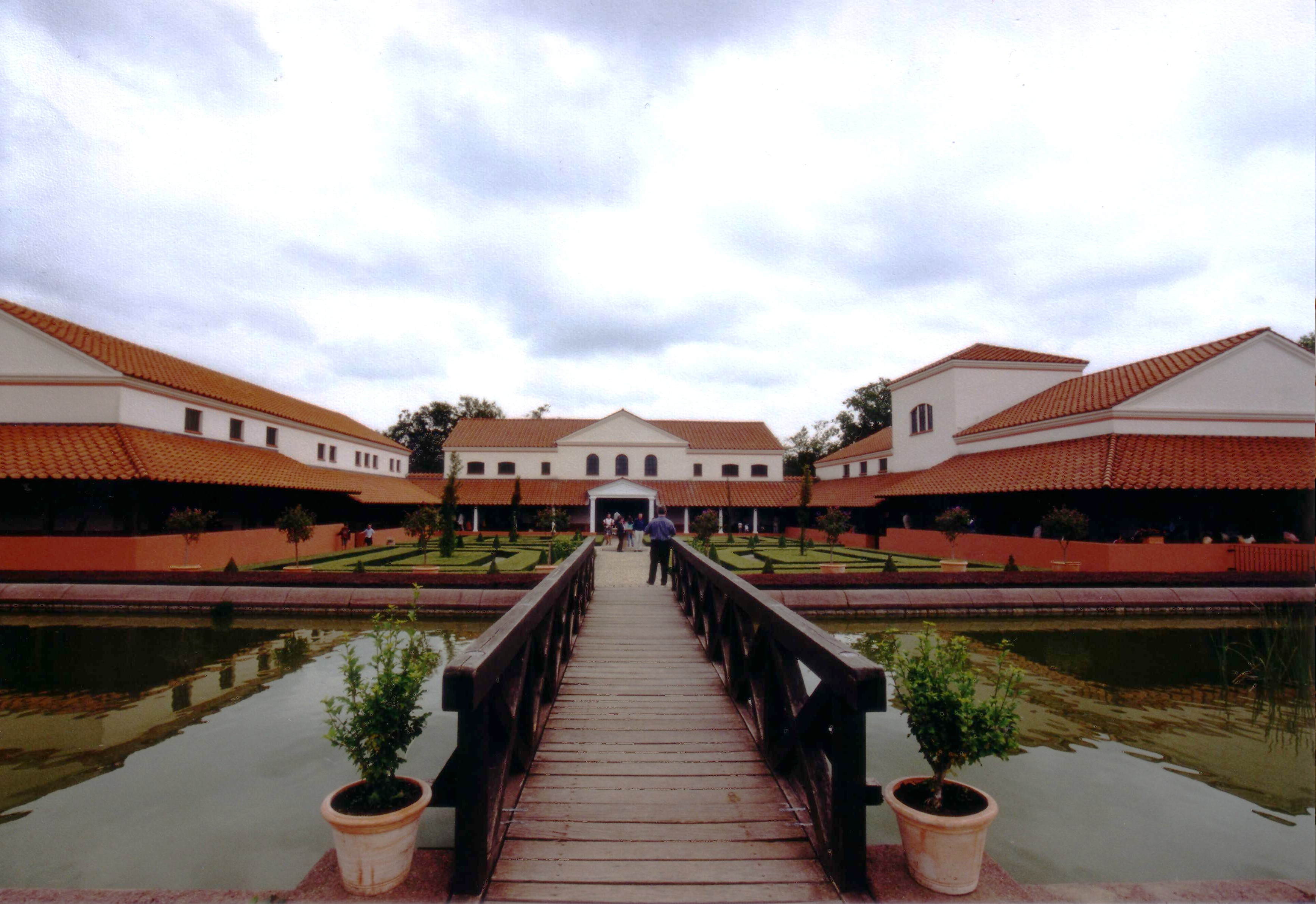
Het hoofdgebouw van de Villa Rustica Borg
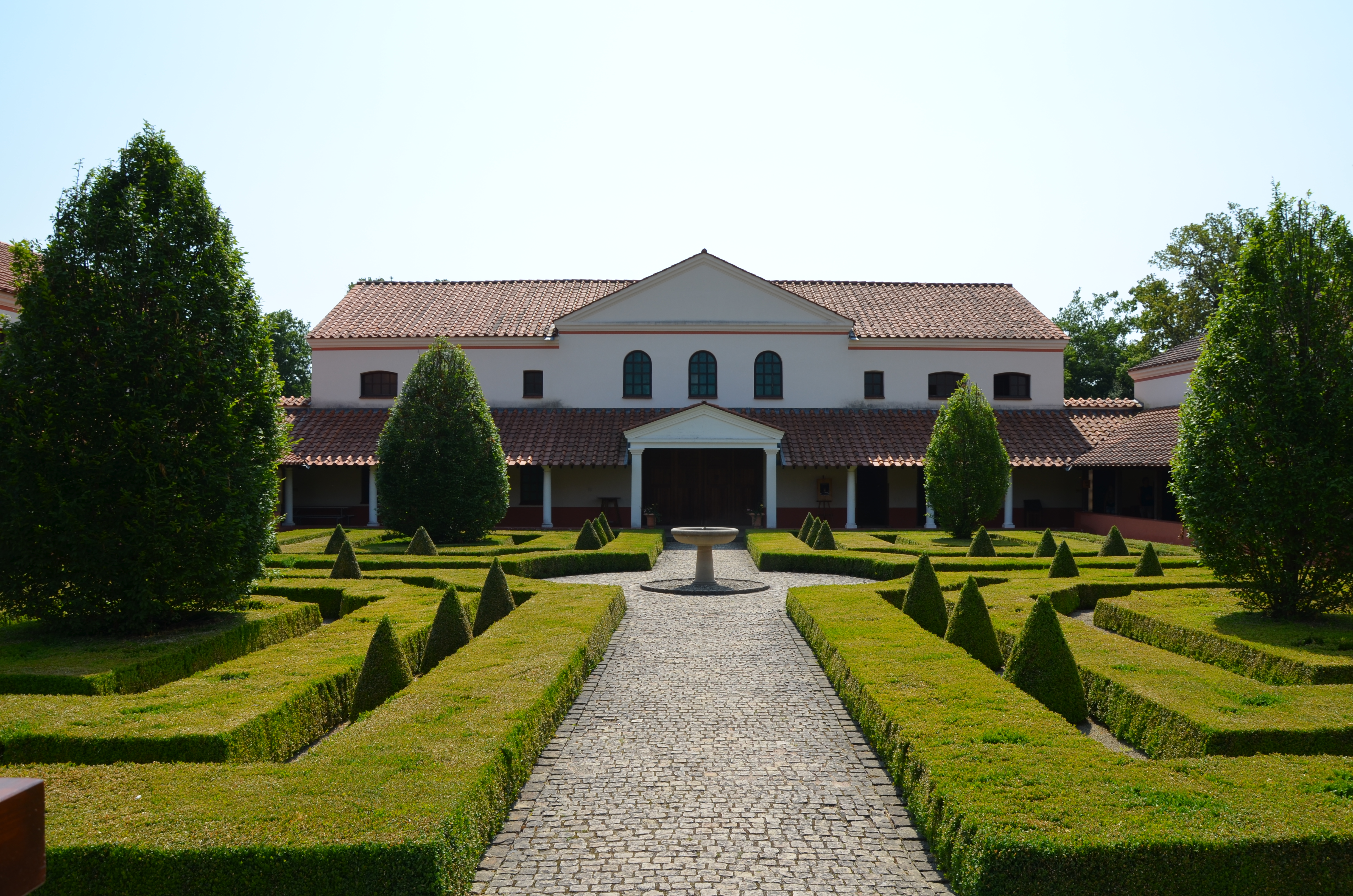
Deel van de binnenhof van de villa rustica Borg
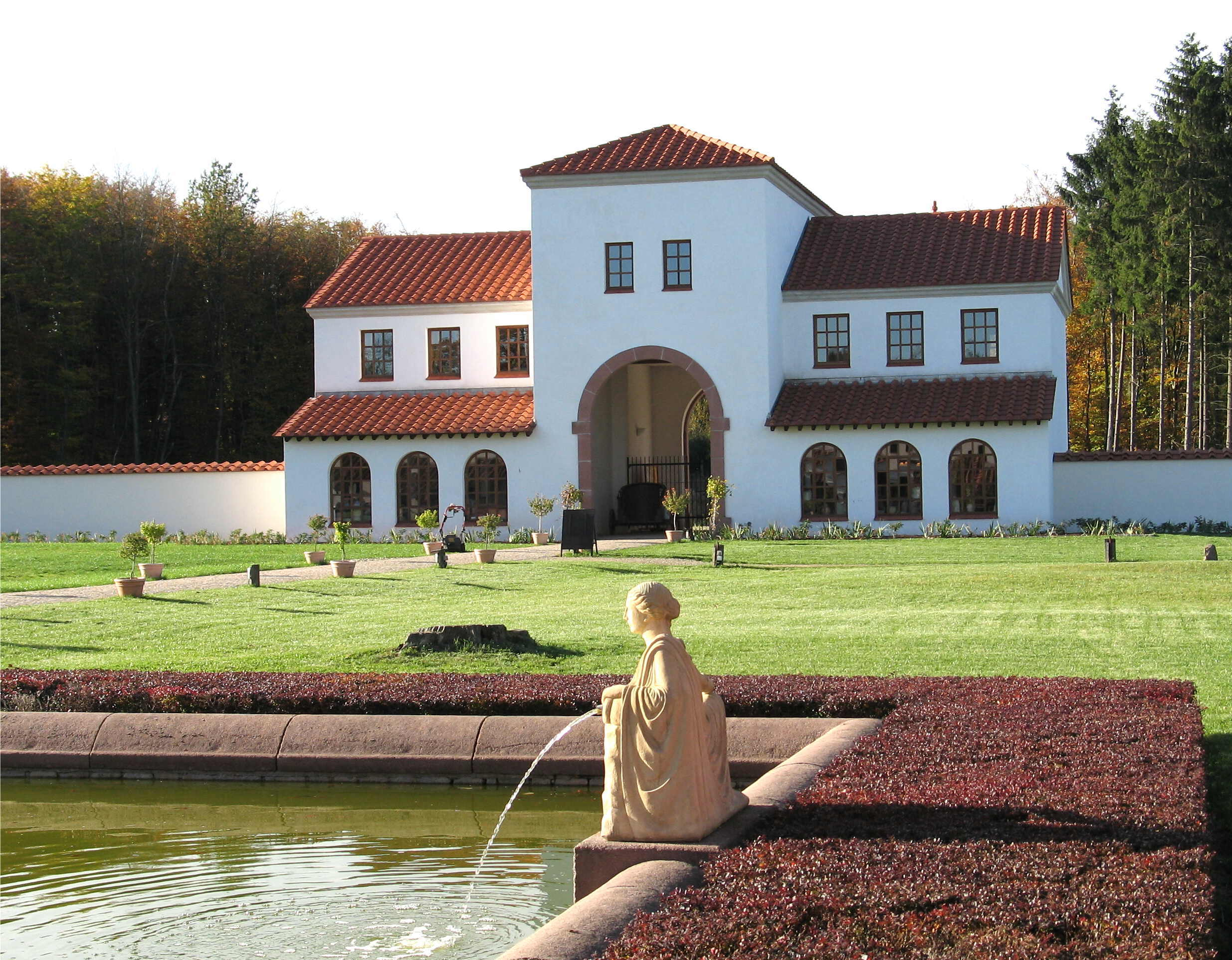
Het poortgebouw, deel tuinen en de ommuring van de villa rustica Borg
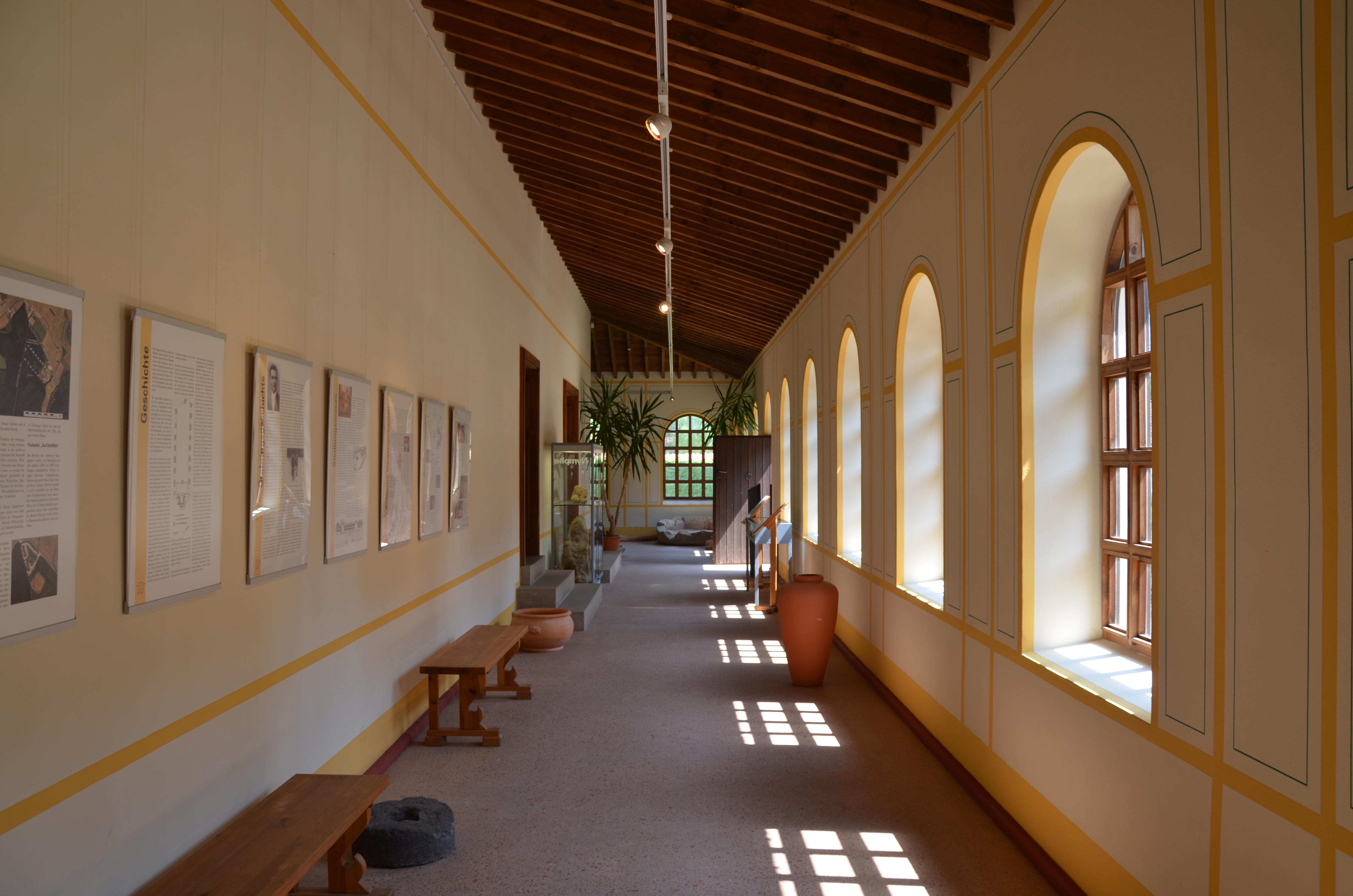
Een van de gangen in het hoofdgebouw van de villa
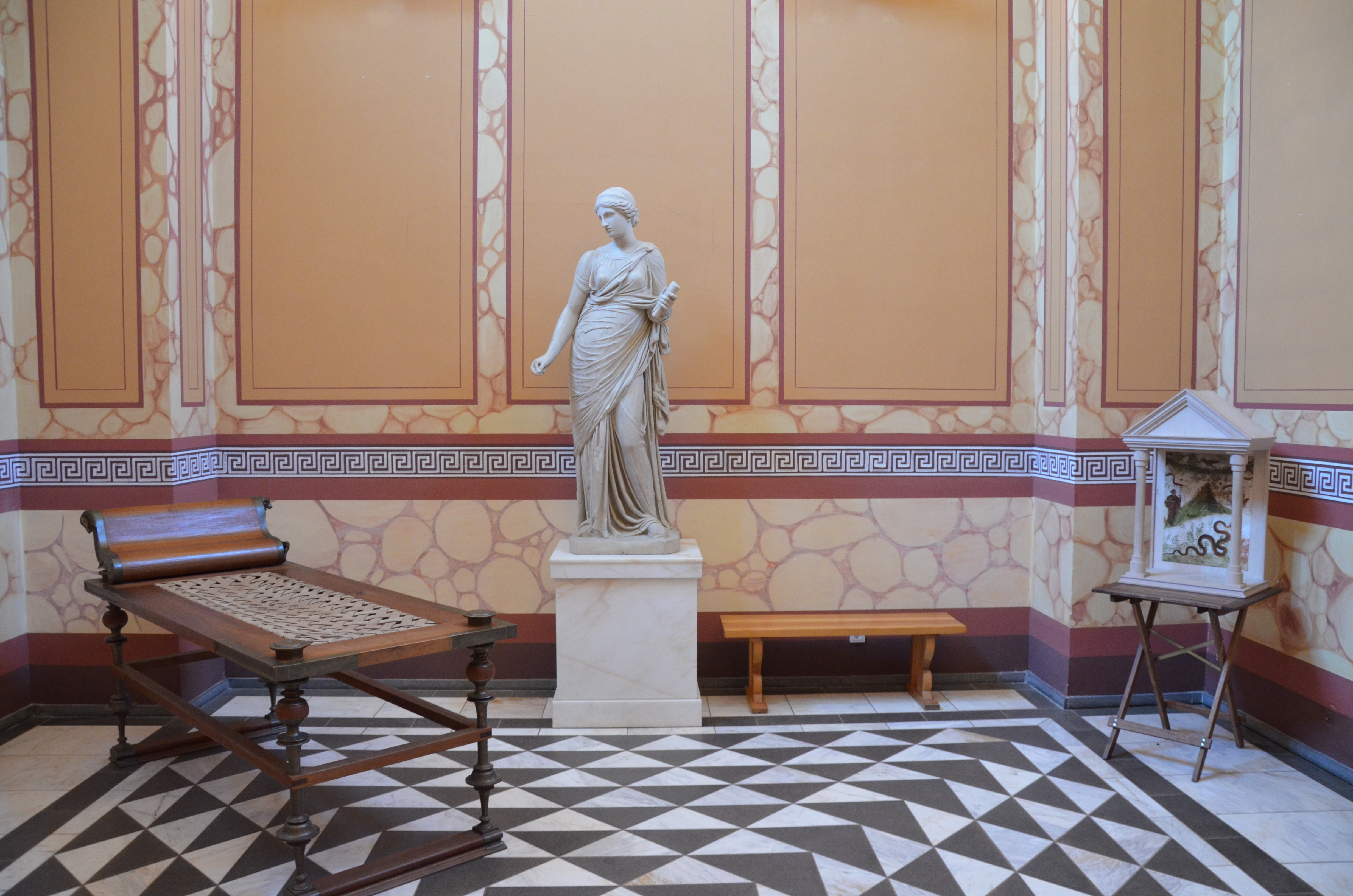
Deel van de baden in het hoofdgebouw van de villa
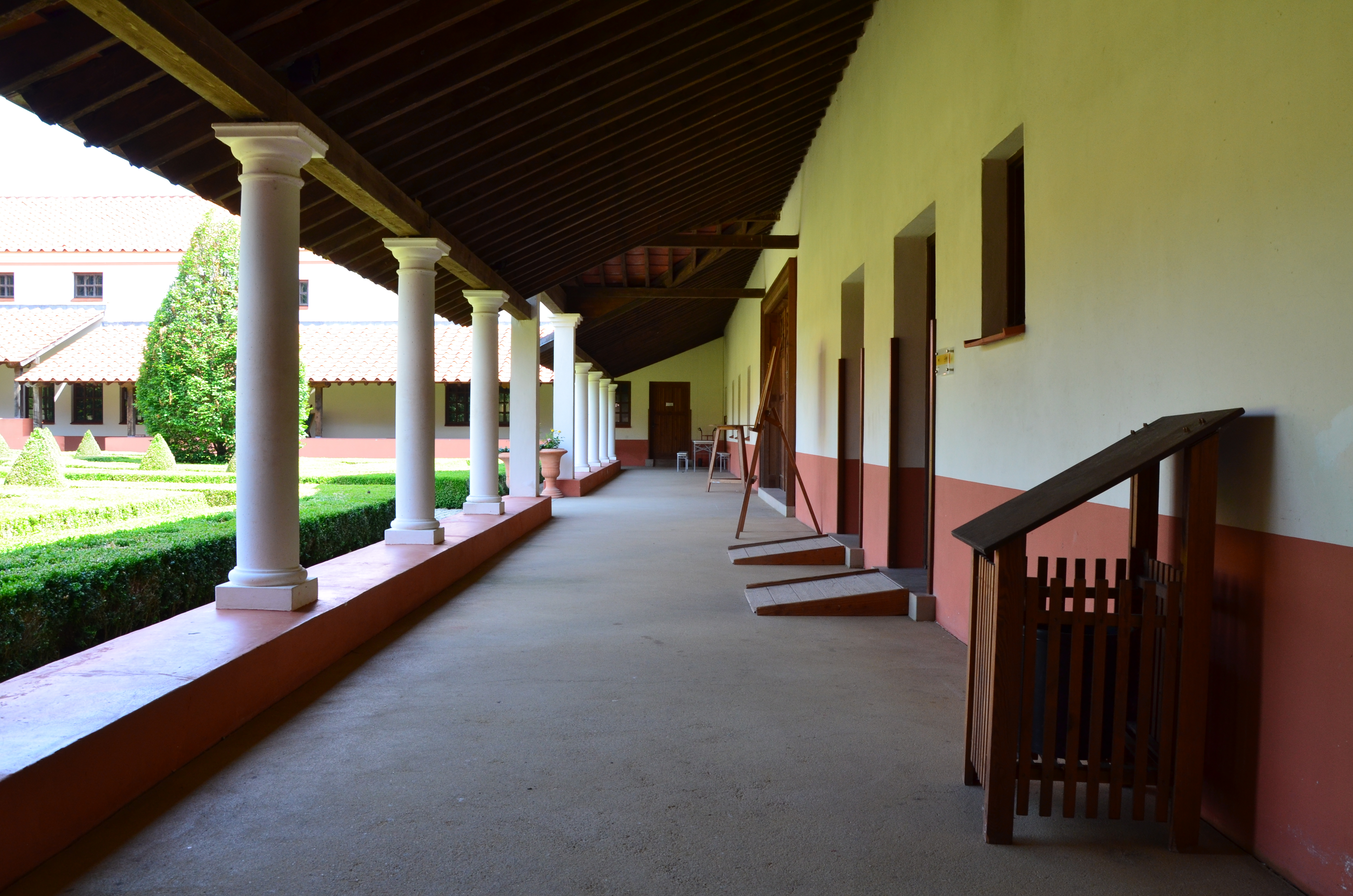
Deel van zuilengang en binnentuin binnen het hoofdgebouw van de villa
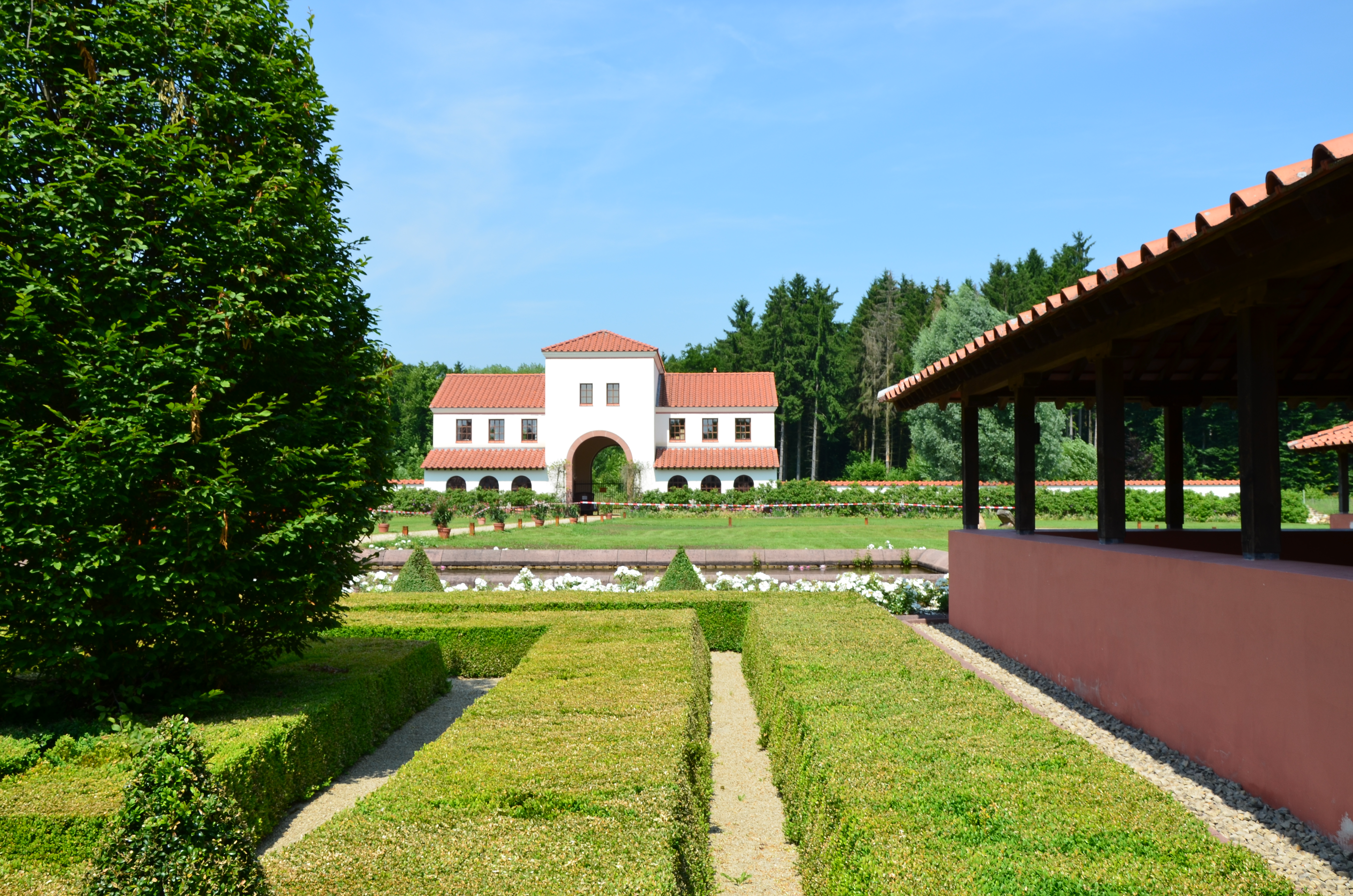
Foto vanaf de schuren via de voortuin van het poortgebouw van de villa
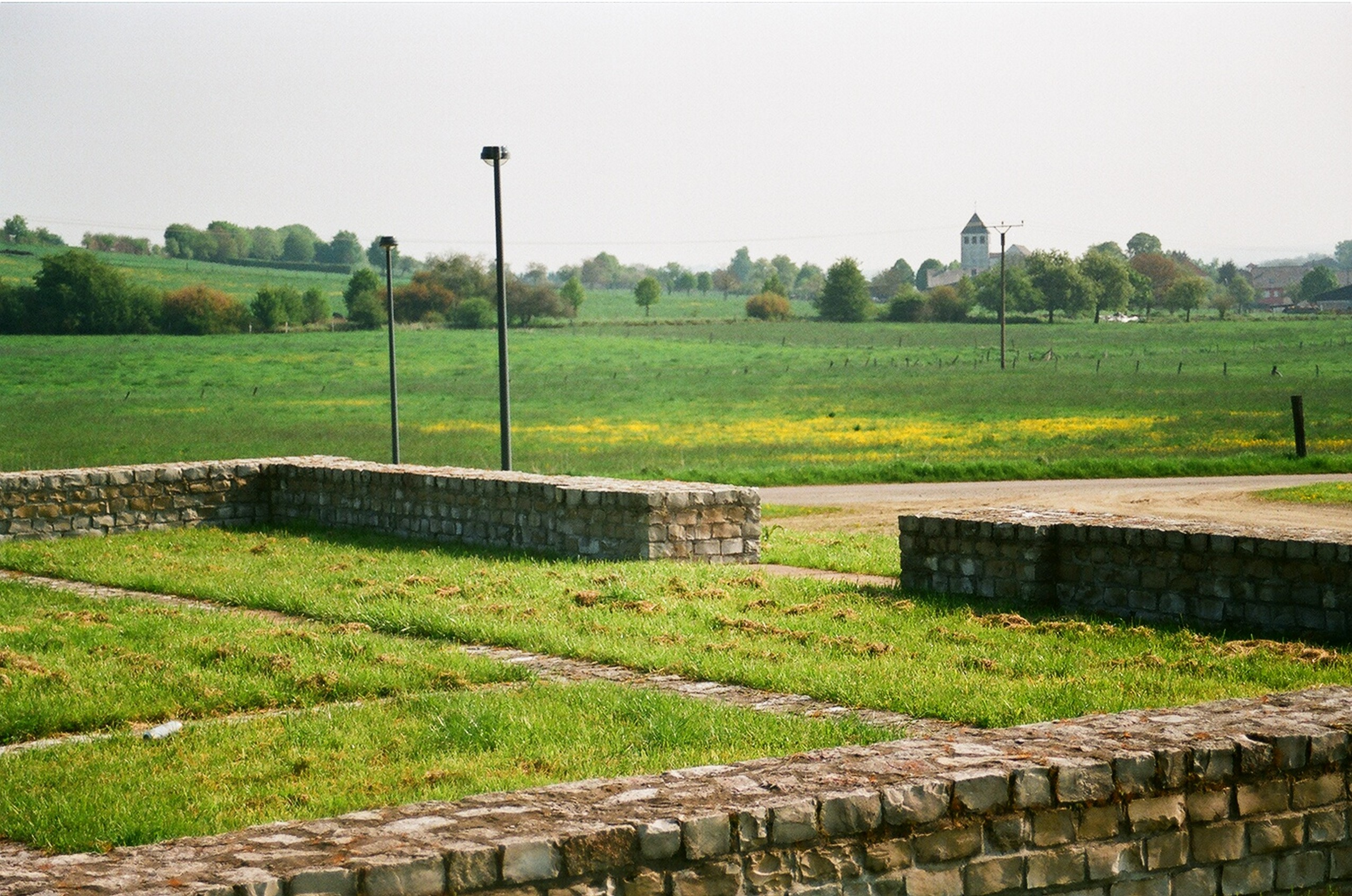
Een nabijgelegen opgraving aan de rand van het dorp Borg